# Канали (заказник)
Канали — орнітологічний заказник місцевого значення в Україні. Розташований на території Тернопільського району Тернопільської області, біля південної околиці села Купчинців, в долині річки Стрипи, колишні торфорозробки, урочище «Канали».
Площа — 57,8 га, створений у 2003 році.
Місце гніздування лебедів та інших водоплавних птахів.